# ضوء من النجوم غير المألوفة (رواية)
ضوء من النجوم غير المألوفة هي رواية خيال علمي وفانتازيا للمؤلفة والشاعرة الأمريكية ريكا أوكي.  رشحت لجائزة هوغو لأفضل رواية لعام 2022  وفازت بجائزة أزروايز لعام 2021. 

## الحبكة
شيزوكا ساتومي هي أفضل معلّمة كمان في العالم، معروف بتدريب الموهوبين الّذين يلقون حتفهم في نهايات مأساويّة. منذ سنوات مضت، أبرمت صفقة مع شيطان بأنّها ستسلّم سبعة أرواح إلى الجحيم. للقيام بذلك، تقوم بتدريب طلاب الكمان الطموحين، ثمّ تقدم لهم الشّهرة والشّهرة مقابل أرواحهم. لقد أنجبت ساتومي ستّة أرواح بالفعل، ومع بقاء عام على عقدها، فهي بحاجة إلى طالب آخر. وجدت ذلك الطالب في كاترينا نجوين، وهي شابة معجزة حصلت على القليل من التّدريب الرّسمي.
بينما تقوم ساتومي بتعليم نغوين، تلتقي أيضًا بلان تران، قبطان سفينة فضائية ولاجئ متنكّر في زيّ صاحب متجر دونات، والّذي أحضر عائلتها إلى الأرض هربًا من الحرب والطّاعون القاتل. يقوم الاثنان بمغازلة هشّة، لكن علاقتهما الرّومانسية الناشئة معرضة للخطر بسبب صفقة ساتومي مع الشّيطان وماضي تران المضطّرب في المجرّة.

## الاستقبال
رشحت ضوء من النجوم غير المألوفة لجائزة لوكوس لأفضل رواية فانتازيا لعام 2022 لأفضل رواية خيالية،  جائزة ميثوبويتك فانتازي لعام 2022 لأدب الكبار،  وجائزة هوغو لعام 2022 لأفضل رواية. 
تمّ اختيار ضوء من النجوم غير المألوفة (رواية) كأفضل كتاب في سيركوس لعام 2021، وكانت الفائزة بجائزة أزروايز لعام 2021، والفائز بجائزة ألكس لعام 2022، وكان حائزًا على جائزة ستونوول بوك لعام 2022، وأدرج في قائمة أفضل 10 مكتبة في نيويورك العامة لعام 2021. 
في مراجعة جائزة لوكوس، أشادت كارين جوسوف بتصوير الرّواية للمرأة واستخدامها لمجازات الخيال التّأملي لاستكشاف معنى الأنوثة في العصر الحديث. ومع ذلك، انتقد جوسوف الشّخصيات الذّكورية ووصفها بأنّها "ثنائيّة الأبعاد وليست نسائيّة" واعتقد أنّ النّهاية كانت "حلوة للغاية" نظرًا لمخاطر الرّواية. 
في مراجعة لـتور، وصفت مايا جيتلمان الرّواية بأنّها "واحدة من أفضل الرّوايات التّأملية الّتي قرأتها على الإطلاق" وأنّها "تذكرني بالنّوع الأدبي القادر على فعله". 